# Peter Hoffmann
 (mai 2018).
Si vous disposez d'ouvrages ou d'articles de référence ou si vous connaissez des sites web de qualité traitant du thème abordé ici, merci de compléter l'article en donnant les références utiles à sa vérifiabilité et en les liant à la section « Notes et références ».
Pour les articles homonymes, voir Hoffmann.
Ne doit pas être confondu avec Peter Hofmann ou Peter Hoffman (sportif).
Peter Hoffmann, né le 22 décembre 1953 à Duisbourg, est un producteur de musique, arrangeur et superviseur musical allemand. Il a travaillé avec le groupe de pop rock allemand Tokio Hotel,.

## Discographie

### Collaboration et production: Albums studios
- Devilish : co-produit et arrangement musical avec le chanteur allemand Bill Kaulitz (2003)
- Zimmer 483 : co-produit et arrangement musical avec le chanteur allemand Bill Kaulitz (2007)
- Scream : co-produit et arrangement musical avec le chanteur allemand Bill Kaulitz (2007)
- Best of : co-produit et arrangement musical avec le chanteur allemand Bill Kaulitz (2010)

### Compilation
- Darkside of the Sun : co-produit et arrangement musical avec le chanteur allemand Bill Kaulitz (2011)

## Animation
Depuis 2011 : Dein Song (de) : Juge

## Nomination
- Prix Echo du producteur de l'année